# رموز لوكسمبورغ الوطنية

العلم الوطني

الراية المدنية التي تصور الأسد الأحمر.

الخزائن الوطنية الكبرى.

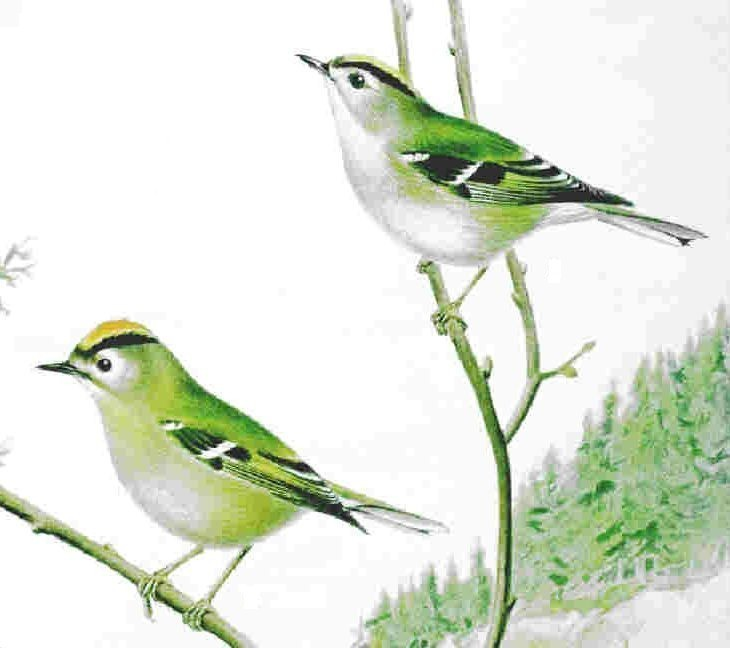
الطائر الوطني : طائر الذهب

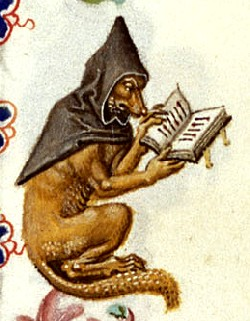
الثعلب رينارد

الرموز الوطنية لكسمبورغ هي تلك الرموز التي تمثل دوقية لوكسمبورغ أو شعبها بصفات رسمية أو غير رسمية.
بموجب القانون ، "الشعار الوطني" ( (بالفرنسية: emblèmes nationaux) ) يتم تعريفه بدقة على أنه النشيد الوطني (او أونس هيميشت) ، والعلم الوطني ، والشعار الوطني ، والراية المدنية الوطنية. ومع ذلك، هناك العديد من الرموز الأخرى، الرسمية وغير الرسمية، التي ترمز لأمة لوكسمبورغ في الوعي العام.

## الرموز الوطنية الرسمية
- رئيس الدولة - دوق لوكسمبورغ الأكبر ( هنري حاليًا) [1]
- النشيد الوطني - أونس هيمشت [2]
- شعار النبالة الوطني - شعار النبالة في لوكسمبورغ [3]
- العلم الوطني - علم لوكسمبورغ [3]
- العطلة الوطنية - عيد الميلاد الرسمي للدوق الأكبر (23 يونيو) [4]
- اللغة الوطنية - اللوكسمبرجية [5]

## الرموز الوطنية غير الرسمية
- الحيوان الوطني - الأسد الأحمر
- الطائر الوطني - جولدكريست[6]
- الملحمة الوطنية - الثعلب رينارد
- العائلة الوطنية - العائلة الدوقية العظمى
- الزهرة الوطنية - الورد
- النصب التذكاري الوطني - جيل فرا
- الشعار الوطني - نريد أن يبقى ما نحن عليه[7]
- القديس الوطني الراعي - فليبرورد

## قرائات أخرى
- "Archives of Mémorial A" (بالفرنسية). Service central de législation. Archived from the original on 2007-06-14. Retrieved 2006-12-27. (بالفرنسية). Service central de législation. Archived from the original نسخة محفوظة 14 يونيو 2007 على موقع واي باك مشين. on 2007-06-14. Retrieved 2006-12-27.